# Elettrocinesi
L'elettrocinesi (dal greco elettro= elettricità e cinesi= movimento) è l'immaginaria capacità psicocinetica di controllare e/o generare l'elettricità, sfruttandola anche per guarire rapidamente, muoversi a super velocità o per folgorare un oggetto o un individuo con la forza del pensiero, senza l'ausilio di alcun mezzo fisico.
Un soggetto dotato di questo dono (definito "elettrocineta") può creare archi voltaici che colpiscano l'ambiente circostante, alterare le capacità conduttive o disturbare il funzionamento di apparecchiature elettriche e/o elettroniche. I personaggi immaginari più celebri dotati di questo potere sono:
- Surge degli X-Men.
- Electro, un potente nemico dell'Uomo Ragno.
- Raiden, dio del tuono del videogioco Mortal Kombat.
- Elle Bishop di Heroes.
- Lamù, la sexy aliena protagonista dell'omonima serie manga e anime.
- Phoebe Halliwell, la protagonista della serie Charmed, che svilupperà questo potere solo nella nona stagione a fumetti.
- Makoto Kino, una delle cinque protagoniste dell'anime e manga Sailor Moon, quando diventa Sailor Jupiter possiede attacchi basati sull'elettrocinesi.
- Nelle serie animate Avatar - La leggenda di Aang e La leggenda di Korra, il dominio del fulmine è una forma più evoluta e potente del dominio del fuoco; personaggi che possiedono questa capacità sono Iroh (che insegnerà al nipote Zuko), Ozai, Azula e Mako
- Livewire, una supercriminale nemica di Superman.
- Misaka Mikoto (e le relative Sisters), nota per essere la più potente Electromaster in Academy City, è protagonista della serie manga e anime A Certain Scientific Railgun e personaggio ricorrente della serie principale A Certain Magical Index.
- Killua Zoaldyek, Il migliore amico del protagonista Gon Freecss, dopo un rigoroso e severo allenamento con i principi del nen, diventa un abile utilizzatore di elettricità durante la serie manga e anime Hunter x Hunter.

Un altro personaggio elettrocineta divenuto ora famoso è sicuramente Cole MacGrath dei giochi Infamous e Infamous 2.
Anche nel manga e anime One Piece esiste un riferimento a questo potere: Ener infatti ha ingerito il frutto del diavolo Rombo Rombo che gli conferisce un assoluto controllo sull'elettricità.
Un altro personaggio che possiede l'elettrocinesi è Denki Kaminari dell'anime e manga My Hero Academia che lancia scariche elettriche ad alto voltaggio.